# Systaria mengla
Systaria mengla is een spinnensoort in de taxonomische indeling van de spoorspinnen (Miturgidae).
Het dier behoort tot het geslacht Systaria. De wetenschappelijke naam van de soort werd voor het eerst geldig gepubliceerd in 1994 door Da-xiang Song & Zhu.